# Morró negre
El  morró negre o grinxot (Veronica hederifolia) és una espècie de planta amb flors del gènere Veronica dins la família de les plantaginàcies (Plantaginaceae). És una planta nativa d'Europa, el nord d'Àfrica i la part occidental d'Àsia, però ha estat introduïda en altres zones, especialment a Amèrica del nord com una herba adventícia. Als Països Catalans es troba arreu entre el nivell del mar i els 1.400 metres en terres conreades.
Addicionalment pot rebre els noms de borrissol, borrissol pelut, grinxots, morrons negres i verònica heurifòlia. També s'han recollit les variants lingüístiques borrassol i grinjots.

## Descripció
És una herba anual d'un 20 cm d'alçada molt pilosa. Les fulles són ovades dentades i peciolades. Les flors, d'uns 2,5 mm, són blaves o liles i apareixen especialment a la primavera. Fruit en càpsula.

## Taxonomia
Aquesta espècie va ser publicada per primer cop l'any 1753 a l'obra Species Plantarum de Carl von Linné (1707-1778).

### Subespècies
Dins d'aquesta espècie es reconeixen les dues subespècies següents:
- Veronica hederifolia subsp. hederifolia
- Veronica hederifolia subsp. insularis Gamisans

La subespècie insularis és endèmica de l'illa de Còrsega.

## Danys
No són especialment greus, ja que es tracta d'una planta de talla petita, però és una de les males herbes més comunes tot i que no sol ser la dominant. Sembla que facilita la propagació de certes malalties fúngiques.

## Control
No és difícil matar-la amb llaurades o herbicides però les seves càpsules disseminades dins del sòl i molt resistents fan que sigui molt difícil eliminar-la completament.